# ICloud
iCloud je služba typu cloud od společnosti Apple, představená v červnu 2011 a integrovaná do všech zařízení společnosti.
Myšlenka iCloudu je, že uživatelský obsah je uložen na serveru u společnosti Apple a uživatel může tato data synchronizovat a měnit. iCloud podporují základní aplikace od společnosti Apple, jakými jsou Kontakty, Kalendář, Mail nebo iTunes. Vedle toho Apple nabízí i vývojářské nástroje, jež lze použít pro začlenění iCloudu do aplikací třetích stran. iCloud je integrován na úrovni operačního systému jako takového, a tudíž, aby uživatel mohl využívat iCloud, nemusí se znovu registrovat (musí však mít Apple ID).

## Historie
iCloud je poslední z rodiny cloudů od Applu. Předcházely mu služby iTools (2000), .Mac (2002) a MobileMe (2008). iCloud je první zdarma dostupný cloud od Applu, všichni jeho předchůdci byli placení.
iCloud byl představen 6. června 2011 samotným Stevem Jobsem na konferenci WWDC. S představením iCloudu také přišel konec MobileMe, který nastal 30. června 2012. Jako první iCloud nabídly systémy macOS 10.7 Lion a iOS 5, a to zcela zdarma. Jeho podpora se poté rozšířila i na web a Windows.
Týden po spuštění zaznamenal iCloud 20 milionů uživatelů. Ne všichni uživatelé ale byli z nuceného přechodu nadšeni a někteří z nich na Apple v květnu 2012 podali žalobu.

## Funkce
iCloud nabízí celou řadu funkcí, dostupných napříč platformami.

### Back to my Mac
Prostřednictvím přidruženého Apple ID umožňovalo navázat vzdálené spojení s počítačem Mac. Dříve bylo součástí MobileMe. Tato služba byla již ukončena.

### iOS zálohy
Od zahájení podpory iCloudu v iOS je možné každé zařízení běžící na verzi iOS 5 a novější zálohovat do iCloudu. Zařízení se může zálohovat samo, když se nabíjí, nebo na žádost uživatele. Zálohy lze provádět také prostřednictvím iTunes na PC nebo Macu. Obsahem záloh jsou fotografie a videa, nastavení, data aplikací, zprávy, vyzváněcí tóny a hlasové zprávy. Data je možné obnovit přímo ze systému nebo prostřednictvím iTunes.

### E-maily, kontakty a kalendář
Každý vlastník iCloud účtu získá e-mailovou adresu @icloud.com a její alias @me.com, synchronizovaný kalendář a synchronizované kontakty. K e-mailu je možné přistupovat pomocí šifrovaných variant protokolů IMAP, POP3 a SMTP. Kontakty a kalendář jsou oficiálně přístupné pouze ze zařízení kompatibilních s iCloudem nebo z webu. Protože jsou ale synchronizovány pomocí CalDAV a CardDAV protokolů, pokročilým uživatelům se může podařit synchronizaci zprovoznit i na nepodporovaných systémech nebo klientech.

### Najít přátele
Najít přátele je služba pro zobrazení polohy jiných uživatelů iCloudu. Sdílení polohy je postaveno na čistě dobrovolné bázi, přičemž každou dvojici sledující–sledovaný musí sledovaný explicitně schválit. Vlastní funkce je taková, že systém sledujícího upozorní, když se sledovaný dostane do některé z lokací, s níž její sledující dříve svázal ve své konfiguraci (jedná se např. o případ, kdy dítě přijde domů ze školy – rodič se o tom okamžitě dozví). Funkce je dostupná od iOS 6.

### Najít iPhone/Najít Mac
Najít iPhone a Najít Mac jsou služby určené ke zjištění polohy ztraceného či ukradeného zařízení. Podmínkou funkčnosti je, že zařízení je připojené k internetu. Kromě zobrazení polohy zařízení do repertoáru těchto služeb patří též schopnost zjištění stavu baterie, zablokování zařízení a rozeznění velice pronikavého tónu. Poslední jmenovaná funkce je velmi užitečná v případě hledání telefonu v domě. Zařízení je dále možné nevratně smazat.

### Klíčenka
Klíčenka byla představena v roce 2013 na WWDC a slouží k uchovávání hesel. Její obsah se synchronizuje s iCloud účtem, a hesla jsou tak dostupná napříč všemi zařízeními používající stejný Apple ID účet. Kompatibilní je s iOS 7, macOS 10.9 a novějšími verzemi systémů. Kromě ukládání hesel dokáže také generovat náhodná hesla. Klíčenka je na serverech Apple uložena v zašifrované podobě (end-to-end šifrování) a Apple k nim nemá přístup.

### iTunes Match
iTunes Match je služba propojená se softwarem iTunes (macOS) a Hudba (iOS), která umožňuje synchronizovat hudební knihovnu pomocí iCloud účtu. Při spuštění byla služba unikátní svým omezením – nezáleželo totiž na datové velikosti knihovny, nýbrž na počtu skladeb. Za iTunes Match je nutné platit roční poplatek, nejedná se totiž o součást základní verze iCloudu.

### iWork pro iCloud
iWork pro iCloud je varianta kancelářského balíku iWork určená pro web. Je dostupná z jakéhokoli zařízení s webovým prohlížečem. Pomocí služby iCloud Drive je možné dokumenty synchronizovat s Macy a iOS zařízeními.
Od svého spuštění iWork pro iCloud procházel velmi dlouhým betatestováním, které skončilo až po necelých dvou letech, 24. října 2015, nicméně v době ukončení beta verze bylo možné nejen prohlížet vlastní dokumenty z jiných zařízení, ale i tvořit nové, či je tzv. kolaboračně (ve více lidech) upravovat. K dispozici byl také export do formátů kompatibilních s konkurenčním balíkem Microsoft Office a možnost prezentovat je na webu – díky využití systémového celoobrazovkového režimu, jenž se např. v macOS jeví jako samostatná plocha, pročež umožňuje prezentovat, a na jiném monitoru vykonávat jinou činnost.

### Knihovna fotografií na iCloudu
Knihovna fotografií na iCloudu je náhradou tzv. Photo Streamu, na rozdíl od něj však umožňuje ukládat na iCloud celou knihovnu fotografií (nemusí se tedy jednat pouze o fotografie vyfocené telefonem). Služba je dostupná jak ve webovém rozhraní, tak v aplikaci Fotky (macOS, iOS).

### iCloud Drive
iCloud Drive je náhradou Dokumentů na iCloudu. Zatímco Dokumenty na iCloudu umožňovaly ukládat pouze produkty aplikací registrovaných vývojářů a s obsahem souborů nedovolovaly nikterak manipulovat, do iCloud Drive lze ukládat soubory všeho druhu a lze do nich zasahovat.
iCloud Drive byl představen spolu se systémy macOS 10.10 Yosemite a iOS 8. Po aktivaci iCloud Drive již není možné využívat Dokumenty na iCloudu, a zařízení s nekompatibilním systémem tak přicházejí o možnost synchronizovat data pomocí iCloudu.